# Sankurua
Sankurua is een geslacht van wantsen uit de familie van de Reduviidae (Roofwantsen). Het geslacht werd voor het eerst wetenschappelijk beschreven door Henri Schouteden in 1951.

## Soorten
Het genus bevat de volgende soorten:

- Sankurua adami Villiers, 1966
- Sankurua ghesquierei Schouteden, 1951
- Sankurua lepesmei (Villiers, 1957)
- Sankurua renaudi Villiers, 1968